# Piptarthron yuccae
Piptarthron yuccae är en svampart som först beskrevs av Ellis & Everh., och fick sitt nu gällande namn av B. Sutton 1983. Piptarthron yuccae ingår i släktet Piptarthron och familjen Planistromellaceae.   Inga underarter finns listade i Catalogue of Life.